# Božena Jahnová
Božena Jahnová (rozená Svobodová, 4. prosince 1840 Praha – 21. května 1902 Praha) byla česká pianistka, spolková činovnice, sufražetka a feministka dlouhodobě působící v Pardubicích, spoluzakladatelka místního ženského pěveckého spolku Ludmila, později též místopředsedkyně dívčího gymnázia Minerva, manželka chemika, spisovatele a ředitele školy Minerva Jiljího Vratislava Jahna. Spolupracovala s předními osobnostmi českého ženského emancipačního hnutí, jako například Eliška Krásnohorská.

## Život

### Mládí
Narodila se v Praze do dobře situované rodiny. Její sestrou byla rovněž nadaná hudebnice, pozdější učitelka hudby a hudební skladatelka Milada Jarolímková. V dětství byla výtečnou pianistkou a docházela na hodiny hudby k Alexandru Dreyschockovi. Vystupovala též po Praze, rovněž přímo pro rakouského císaře Ferdinanda I. Dobrotivého.

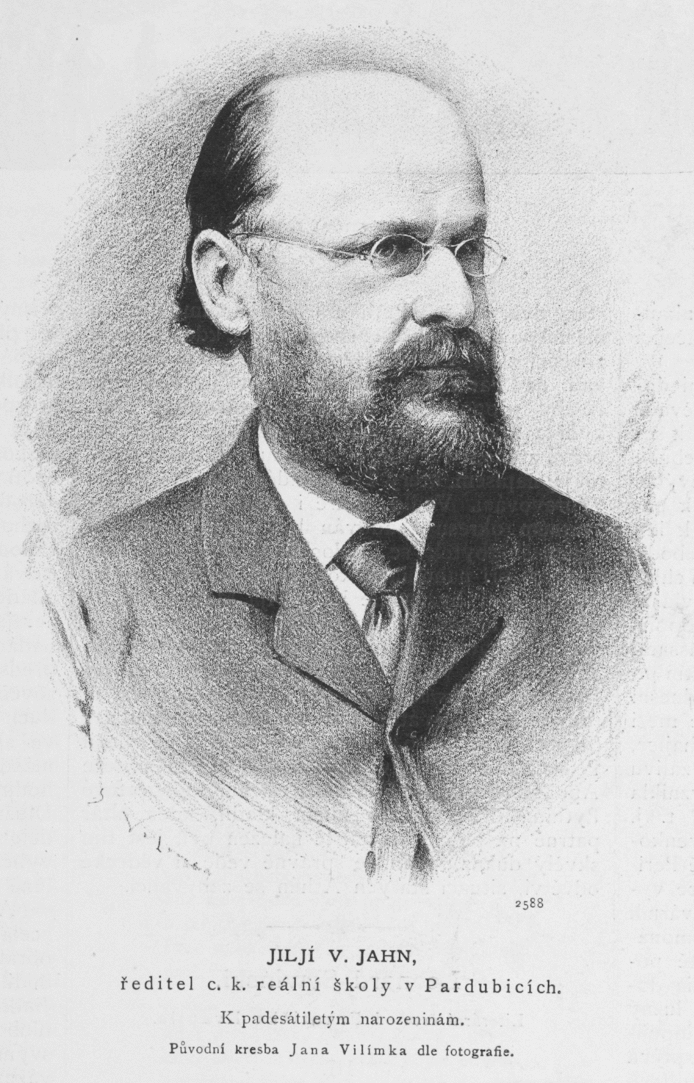
Manžel Jiljí Vratislav Jahn, spisovatel a ředitel školy Minerva

### V Pardubicích
Provdala se za chemika a středoškolského profesora Jiljího Vratislava Jahna. Ten roku 1863 přijal místo prozatímního ředitele nově zřízené vyšší reálky v rodných Pardubicích, kam se společně přestěhovali. Jahnové se zde následně začala zapojovat do české spolkové činnosti: organizovala společenská setkání a zakládání spolků. Dne 16. října 1865 se spolu s Augustou Opizovou stala spoluzakladatelkou a první prezidentkou ženského pěveckého spolku Ludmila, v myšlence navazujícího na činnost Spolku svaté Ludmily působícího v Praze pod vedením Marie Riegrové-Palacké, angažujícího se posléze mimo jiné v podpoře vzdělávání žen. Sbormistrem se stal Matěj Kučera. Spolek se stal jedním z prvních ženských mimopražských klubů v zemích koruny České a pořádal pěvecká vystoupení. Rovněž se zasadil o zřízení první pardubické dětské opatřovny, tedy první městské mateřské školy.
Roku 1894 odešel Jiljí Jahn do důchodu, získal titul školního rady a rodina se odstěhovala do Prahy. V roce 1895 se stal ředitelem dívčí střední školy spolku Minerva, kde byla Božena Jahnová rovněž zapojena a posléze zvolena místopředsedkyní spolku, tedy zástupkyní předsedkyně Elišky Krásnohorské.

### Nemoc a úmrtí
Roku 1902 se její manžel nakazil chřipkou provázenou zápalem plic, na jejíž následky zemřel. Jahnová se při pečování o manžela rovněž nakazila, v době jeho úmrtí byla již v kritickém stavu a krátce poté, 21. května 1902, zemřela. Zhruba po týdnu zemřel následkem stejné nemoci i jejich vnuk Jiljí Václav Pavlíček.
Ostatky Jahnové byly převezeny vlakem do Pardubic a pohřbeny v rodinné hrobce na městském hřbitově.

### Rodina
Dne 27. července 1864 se provdala za Jiljího Vratislava Jahna, se kterým měli několik dětí. Syn Jaroslav Jiljí Jahn (1865–1934) byl profesorem brněnské techniky. Syn Jiljí Jahn (1878–1935) se stal inženýrem chemie.